# Ґаурікунд
Ґаурікунд (англ. Gaurikund або Gauri Kund, гінді ऋषिकेश) — невеличке селище в Гімалаях, в індійському штаті Уттаракханд. Селище розташоване на кінці ґрунтової дороги на маршруті, яким паломники та туристи направляються до священного містечка Кедарнатх та храмів Панч-Кедар. Постійне населення міста незначне, але улітку тут постійно перебуває велика кількість відвідувачів, що зупиняються по дорозі. Ґаурікунд і сам є місцем паломництва, а у місті є гаряче джерело, заради якого до нього прибувають деякі відвідувачі.
Легенди зв'язують Ґаурікунд з дружиною Шиви, Парваті, також відомій як Ґаурі. За місцевою легендою, з метою завоювати любов Шиви, Парваті займалася різноманітними релігійними обрядами та вправами. Саме тут вона займалася цим, і саме тут Шива визнав свою любов до неї. Вони одружилися у селищі Тріюґінараян неподалік.
Інша пов'язана з селищем легенда розповідає про те, як Ганеша отримав слонячу голову. Коли Парваті купалася в гарячому джерелі, вона створила Ганешу з піни на своєму тілі, вдихнула в нього життя та поставила сторожити себе. Коли Шива прибув до містечка, Ганеша спробував зупинити його. Не звиклий до такого відношення до себе, Шива відсік голову Ганеші. Але Парваті не могла примиритися з втратою сина і змусила Шиву повернути хлопчика до життя. Але Шива зумів лише приставити до тіла голову слона, що надало Ганеші вигляду, під яким його знають зараз.